# St. Ägidius (Neusäß)

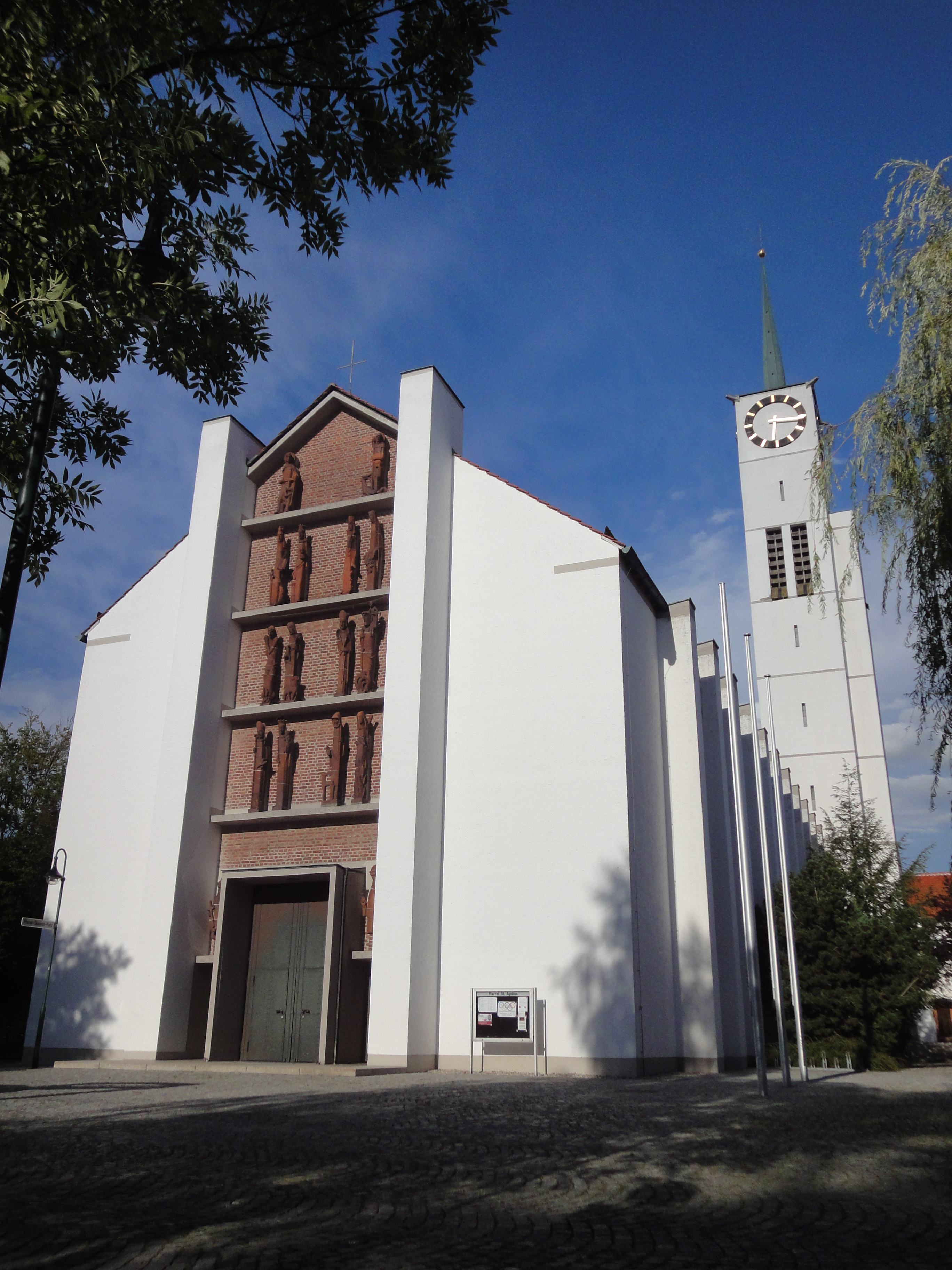
Kirche St. Ägidius

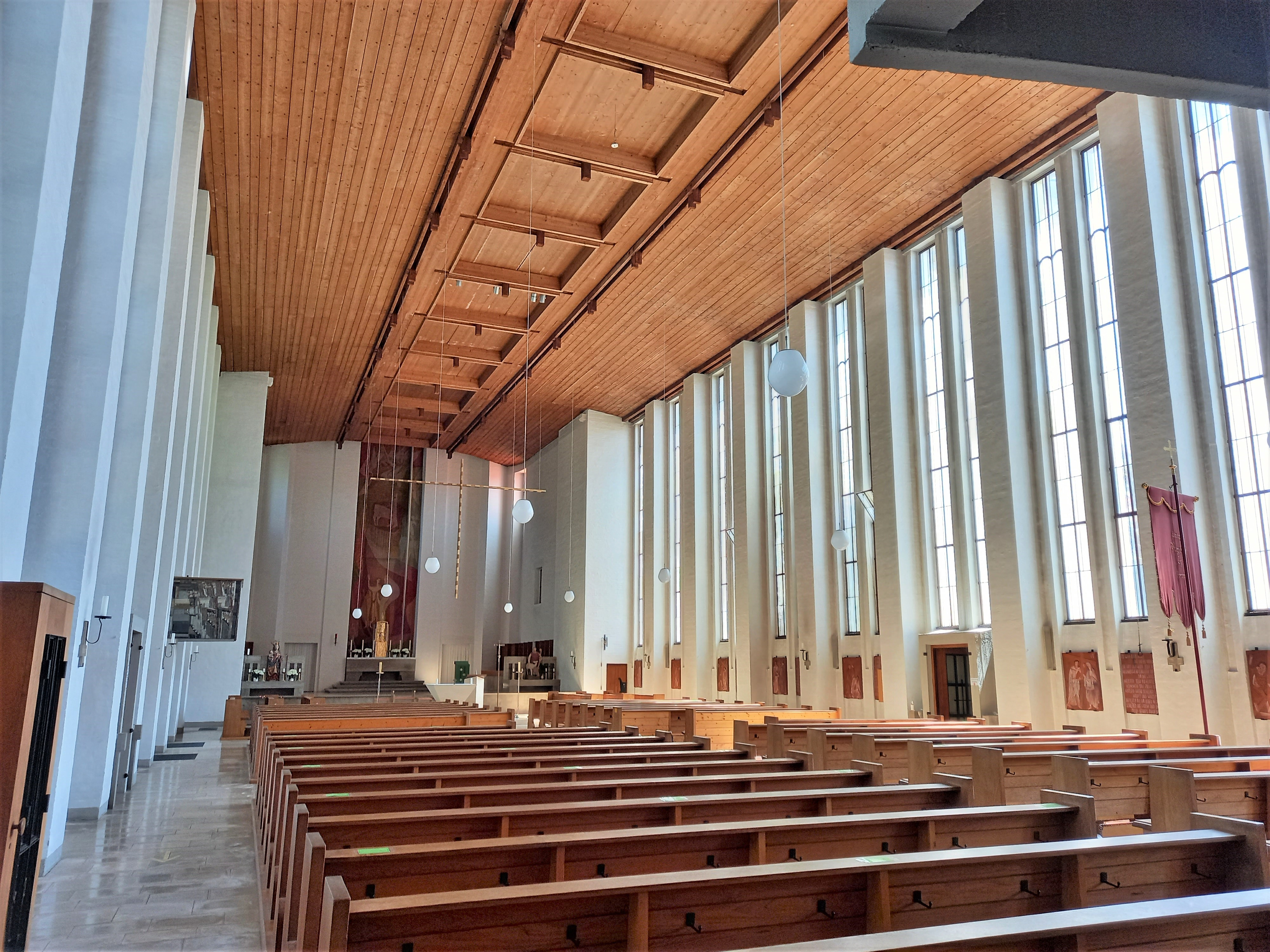
Innenansicht zum Altar

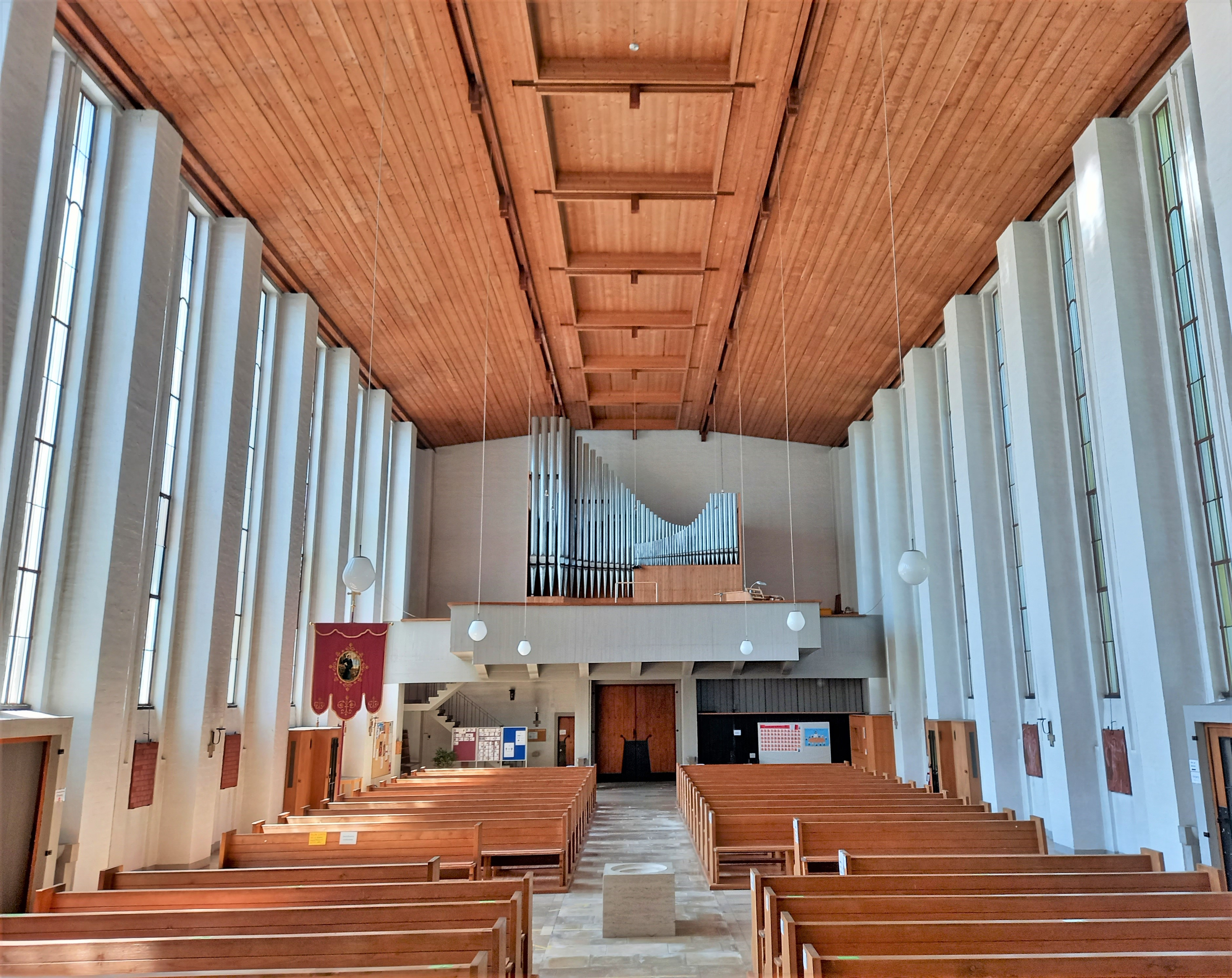
Blick zur Orgelempore

Die katholische Pfarrkirche St. Ägidius in der Bürgermeister-Kaifer-Straße in Neusäß wurde von 1951 bis 1953 von Thomas Wechs erbaut. Die dazugehörige Pfarrei St. Ägidius gehört zum Dekanat Augsburg-Land.
Neben der Kirche befindet sich in der Nähe der Remboldstraße die Kapelle St. Ägidius, die im Kern aus dem 16. Jahrhundert stammt. Um die Kapelle wurde ein kleiner Park mit Teich angelegt, der Ägidiuspark. Kirche und Kapelle sind dem heiligen Ägidius geweiht und beide geschützte Baudenkmäler.

## Kirche
Die Kirche ist ein durch rhythmische Wandpfeilerstruktur vertikal gegliederter Saalbau mit schlankem, in einer Nadelspitze endigendem Turm. Die Portalachse ist durch Superposition (Übereinanderstellung) von Heiligenfiguren hervorgehoben. Der zugehörige Pfarrhof ist ein zweigeschossiger Satteldachbau, der gleichzeitig entstanden ist und sich südlich an die Kirche anschließt.
Das obere Altargemälde Beweinung Christi ist ein Werk des Augsburger Kirchenmalers Karl Radinger aus dem Jahr 1963. Eine Muttergottesfigur in der Kirche stammt aus dem beginnenden 18. Jahrhundert.

### Orgel

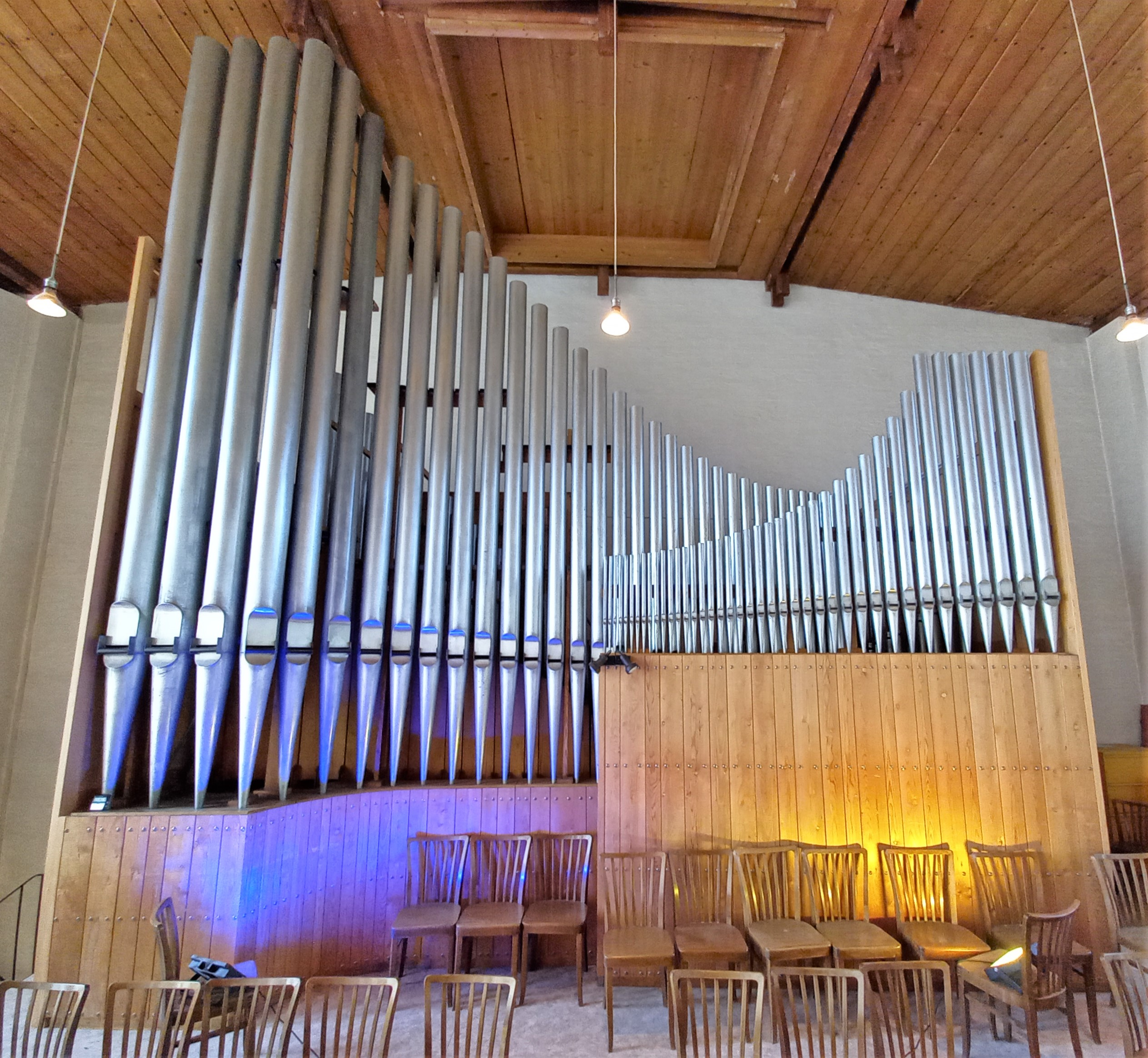
Hindelang-Orgel von 1958

Die große Orgel der Pfarrkirche St. Ägidius wurde 1958 von der Orgelbaufirma Hindelang aus Ebenhofen (Allgäu) erbaut. Einige Veränderungen im Laufe der Zeit wurden von unterschiedlichen Orgelbauern vorgenommen. So wurde zum Beispiel ein neuer Dulzian 8′ im Positiv eingebaut. Eine umfangreiche Sanierung fand 2005 statt. Bis auf wenige Veränderungen besitzt die Orgel einen großen Anteil originaler Substanz der Erbauerfirma.
Das Instrument besitzt elektropneumatische Trakturen
Die Disposition lautet wie folgt:
| I Hauptwerk |           |        |
| 1.          | Pommer    | 16′    |
| 2.          | Principal | 08′    |
| 3.          | Flöte     | 08′    |
| 4.          | Octave    | 04′    |
| 5.          | Querflöte | 04′    |
| 6.          | Quinte    | 02 ⁄3′ |
| 7.          | Octave    | 02′    |
| 8.          | Mixtur    | 01 ⁄3′ |
| 9.          | Trompete  | 08′    |

| II Schwellwerk |              |        |
| 10.            | Gedackt      | 08′    |
| 11.            | Weidenpfeife | 08′    |
| 12.            | Principal    | 04′    |
| 13.            | Blockflöte   | 04′    |
| 14.            | Sesquialtera | 02 ⁄3′ |
| 15.            | Flöte        | 02′    |
| 16.            | Plein Jeu    | 02 ⁄3′ |
| 17.            | Oboe         | 08′    |

| III Positiv |           |        |
| 18.         | Gedeckt   | 08′    |
| 19.         | Quintatön | 08′    |
| 20.         | Rohrflöte | 04′    |
| 21.         | Principal | 02′    |
| 22.         | Quinte    | 01 ⁄3′ |
| 23.         | Cymbel    | 3fach  |
| 24.         | Dulzian   | 08′    |

| Pedal |            |       |
| 25.   | Principal  | 16′   |
| 26.   | Subbass    | 16′   |
| 27.   | Octavbass  | 08′   |
| 28.   | Gemshorn   | 08′   |
| 29.   | Choralbass | 04′   |
| 30.   | Hintersatz | 3fach |
| 31.   | Posaune    | 16′   |

## Kapelle

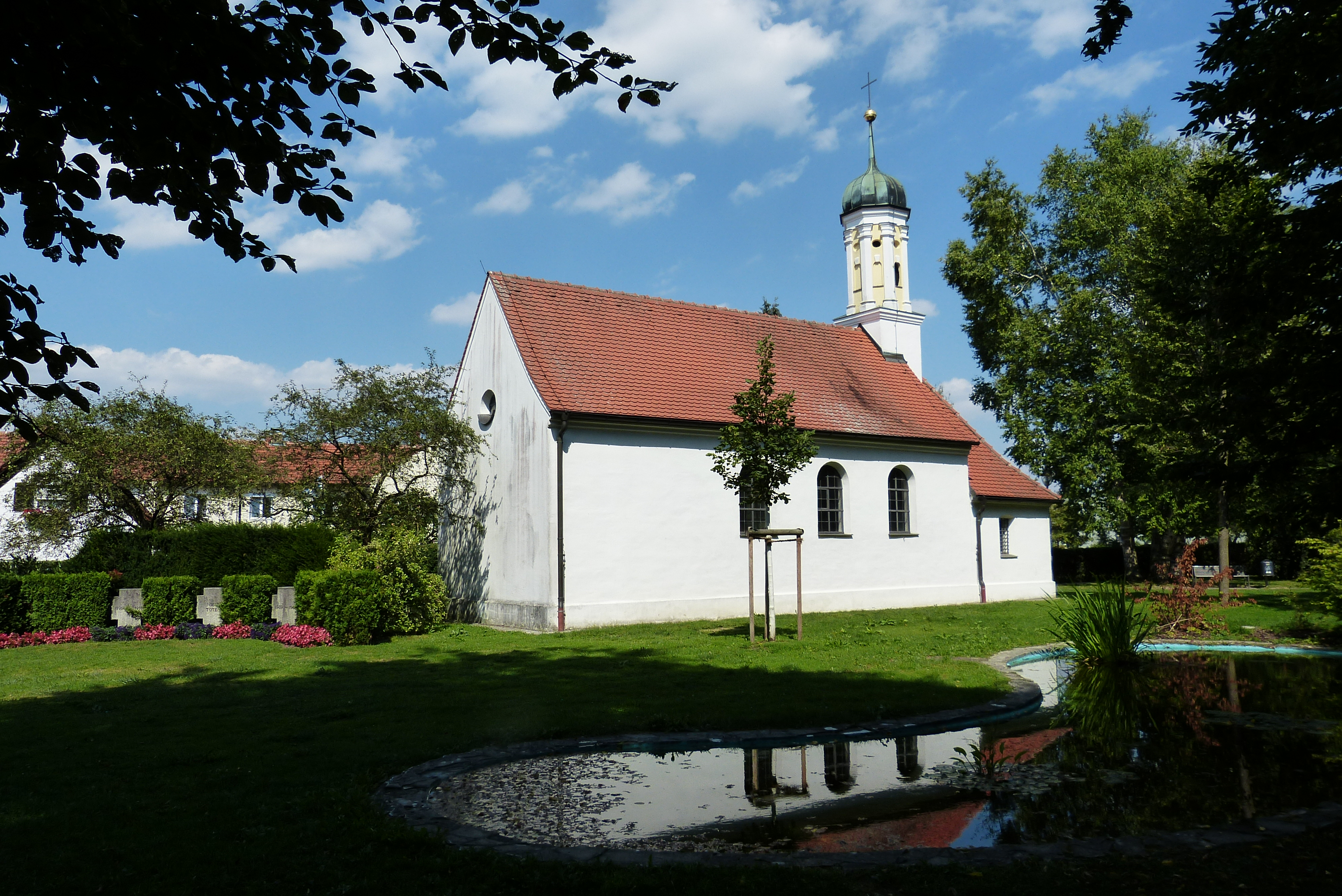
Kapelle St. Ägidius

Die Ägidiuskapelle gehörte ursprünglich zum abgegangenen „Remboldschlösschen“. Sie wurde 1602 erneuert und 1711 verlängert. Die Kapelle ist ein Saalbau mit dreiseitigem Schluss. An ihrer Ostseite befindet sich ein Turm mit Haube.